# Njupeskär
Njupeskär är ett vattenfall i nordvästra Dalarna, som bildats av Njupån. Här finns ett av Sveriges högsta vattenfall. Njupeskär har en fallhöjd på 93 meter, varav 70 meter fritt fall.
Njupeskär och dess omgivning ingår i Fulufjällets nationalpark (tidigare naturreservat).

## Ifrågasatt status som Sveriges högsta vattenfall
Claes Grundsten skrev 2014 en artikel i Svenska Turistföreningens tidskrift Turist, där han ifrågasatte huruvida Njupeskär verkligen kan behålla sin status som Sveriges högsta vattenfall. Enligt artikeln har de namnlösa tvillingfallen i Stora Sjöfallets nationalpark en högre total fallhöjd.

## Bilder

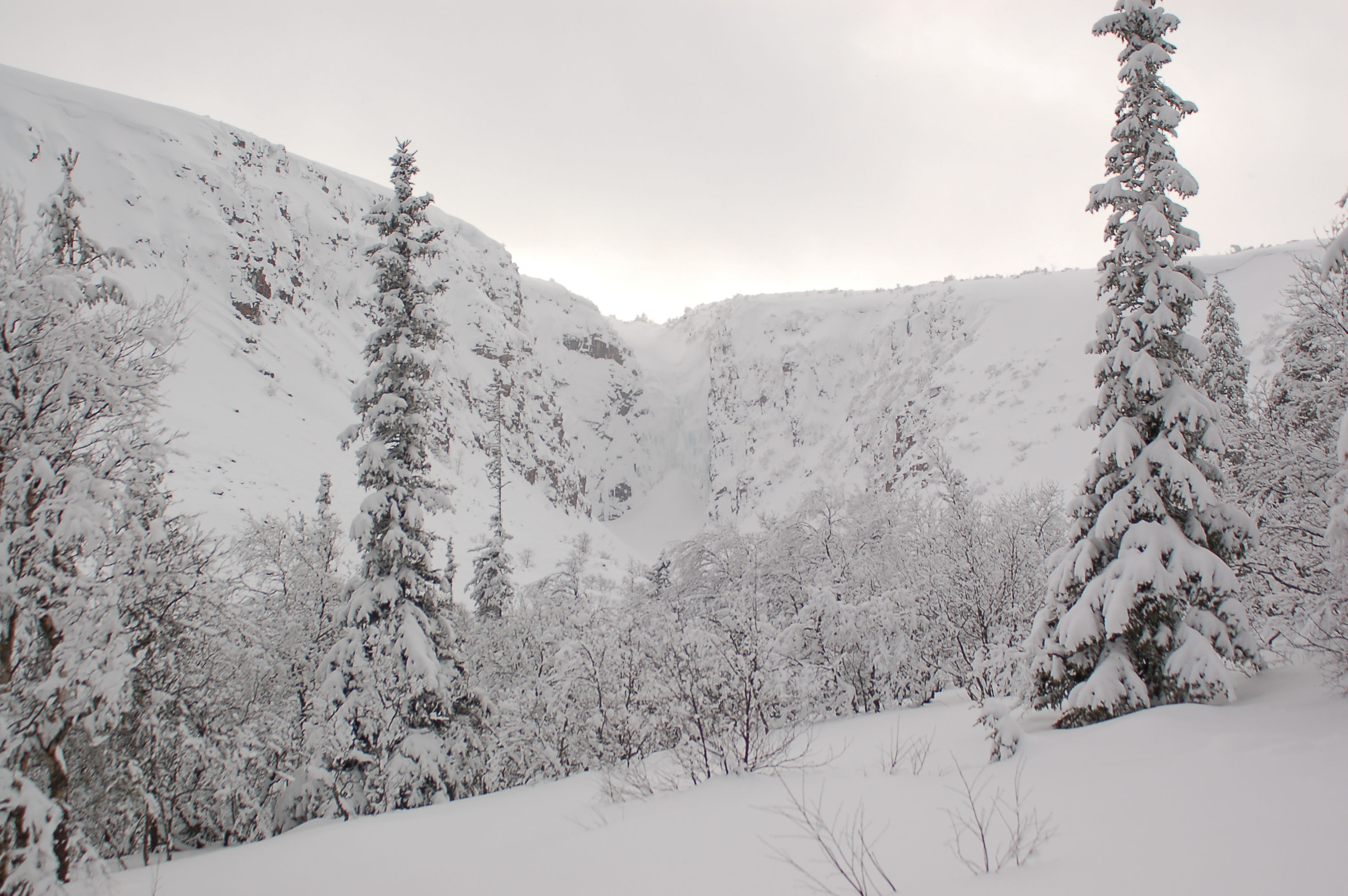
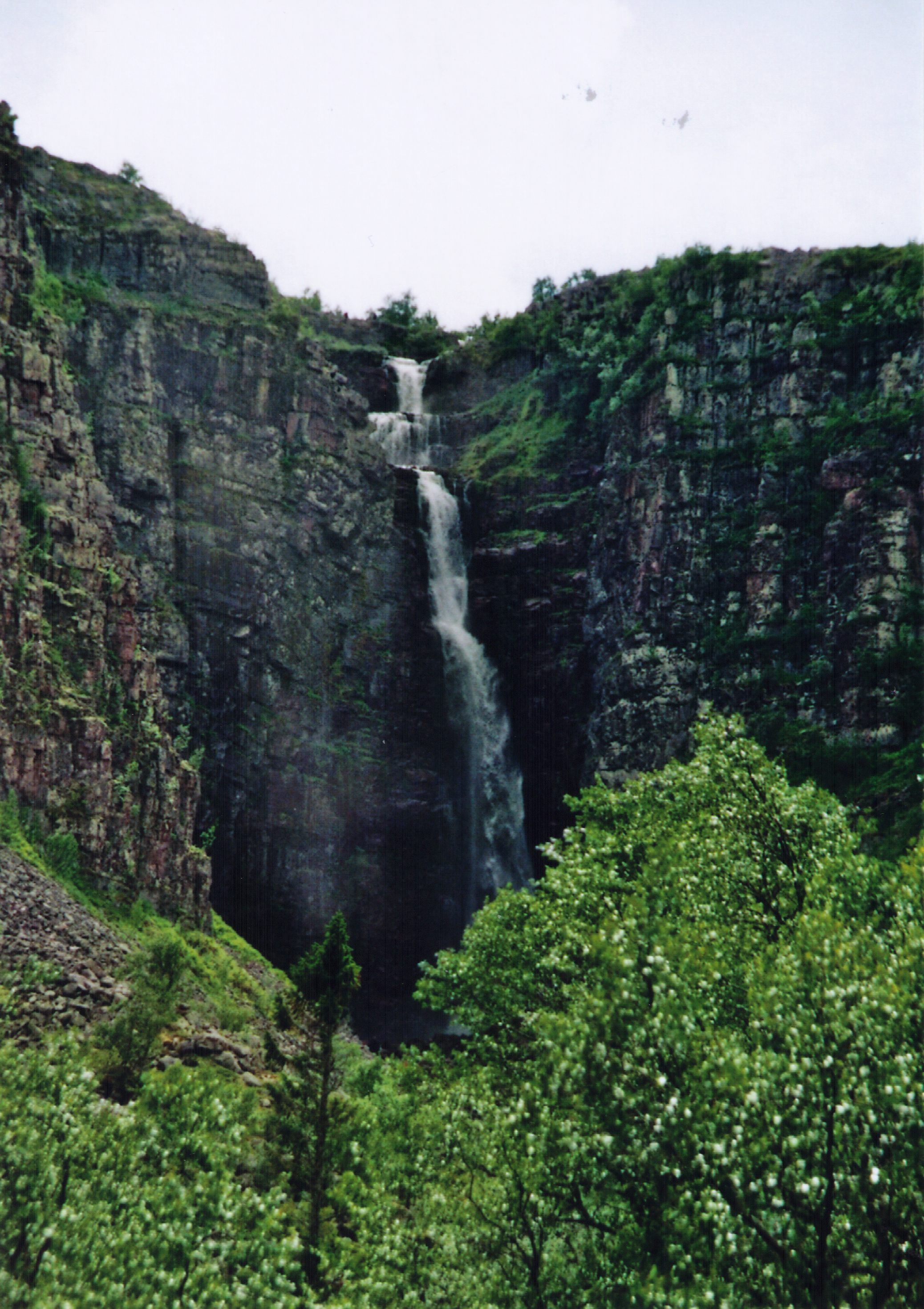
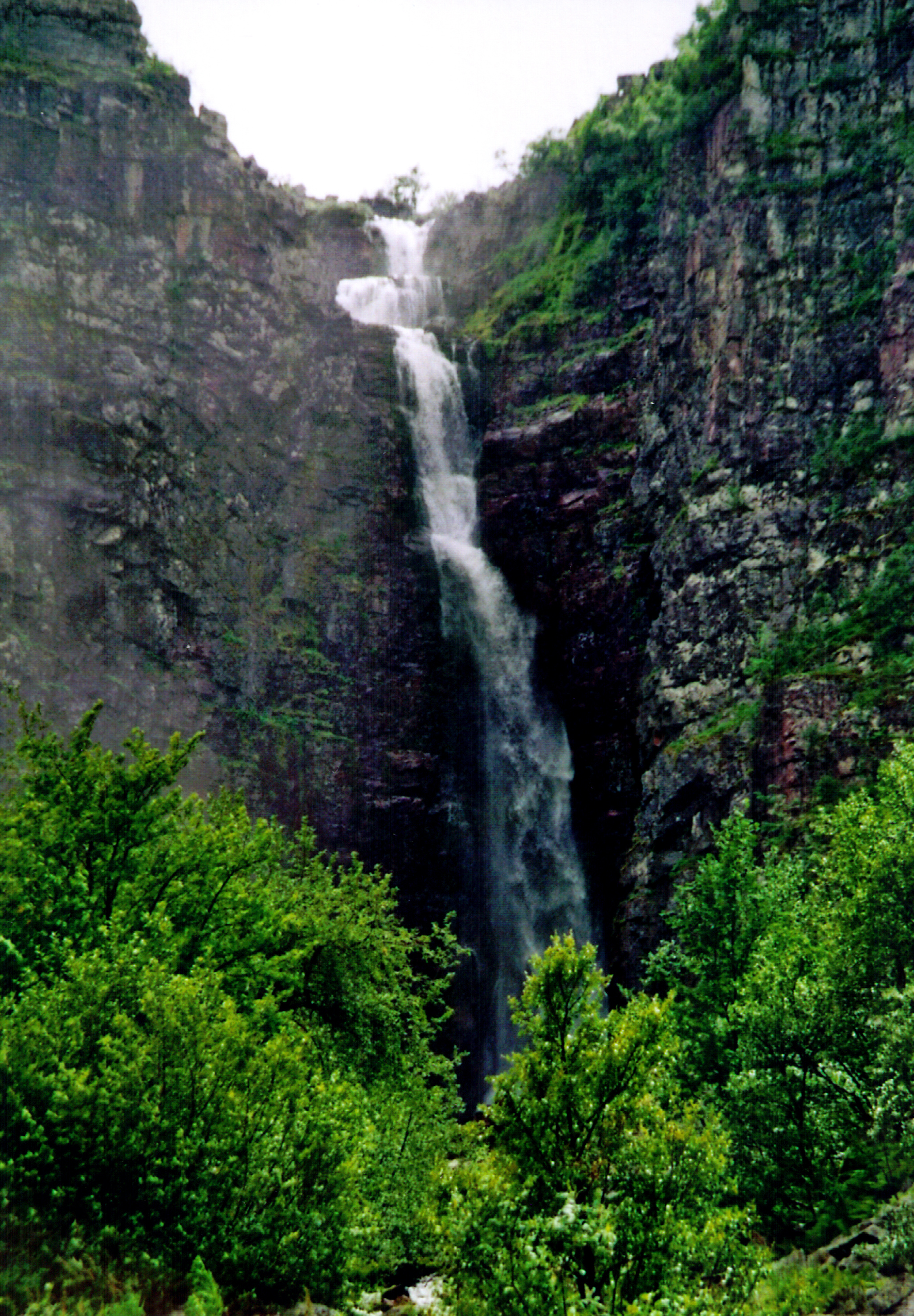
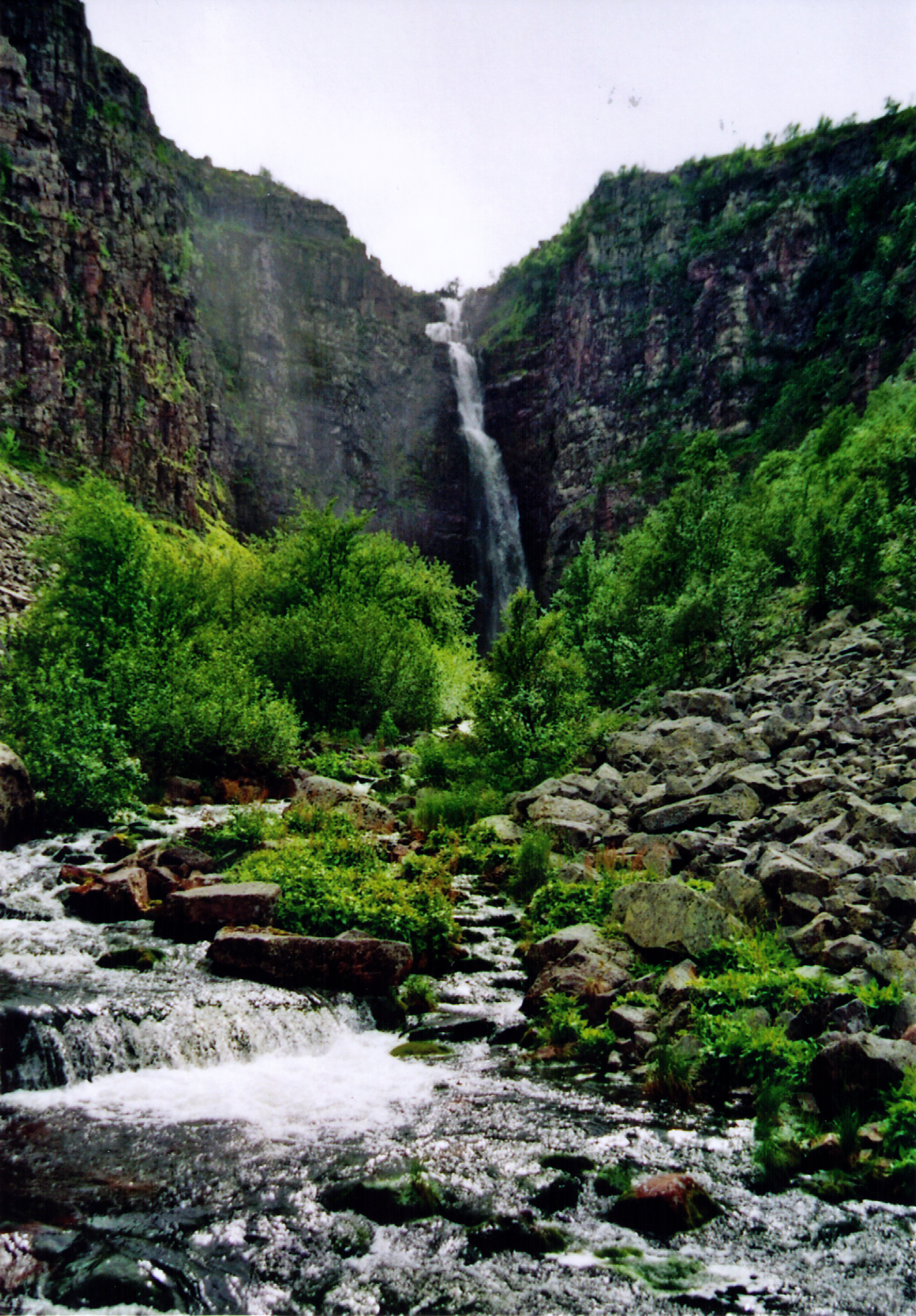
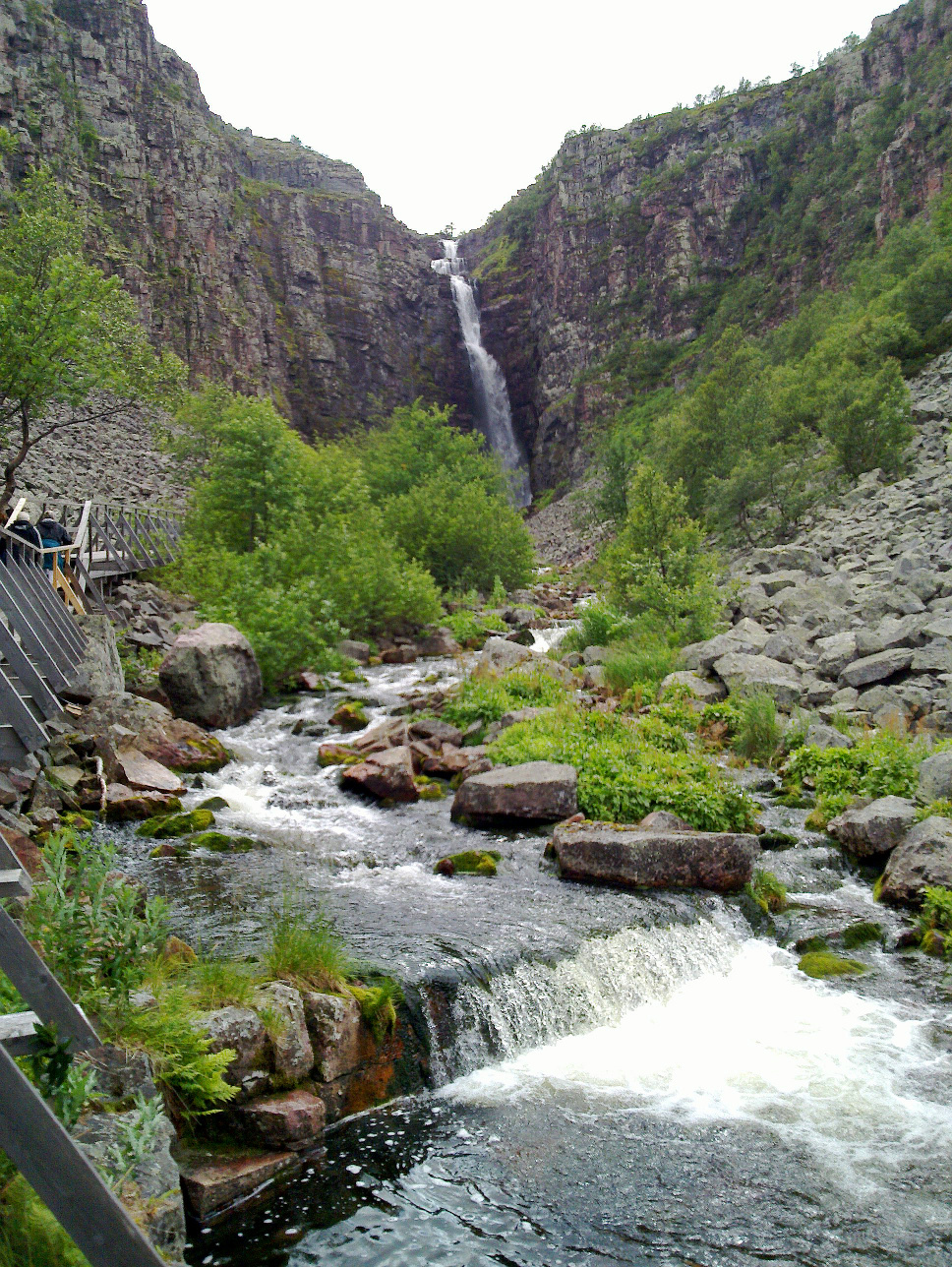
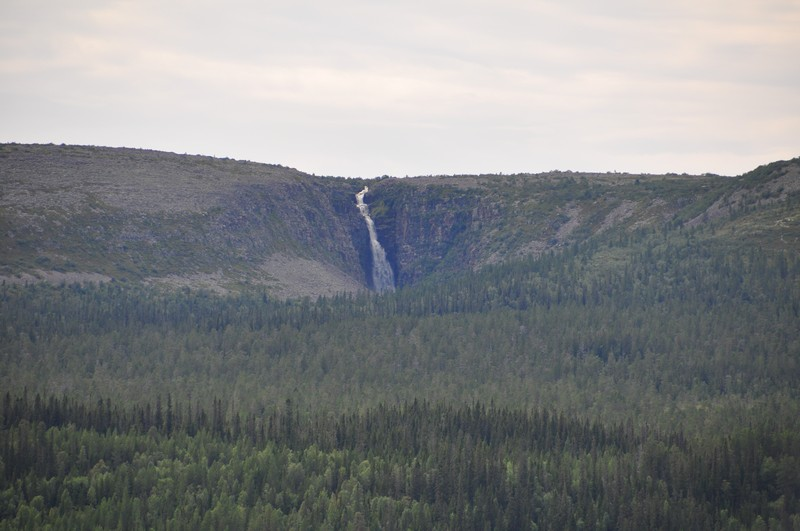
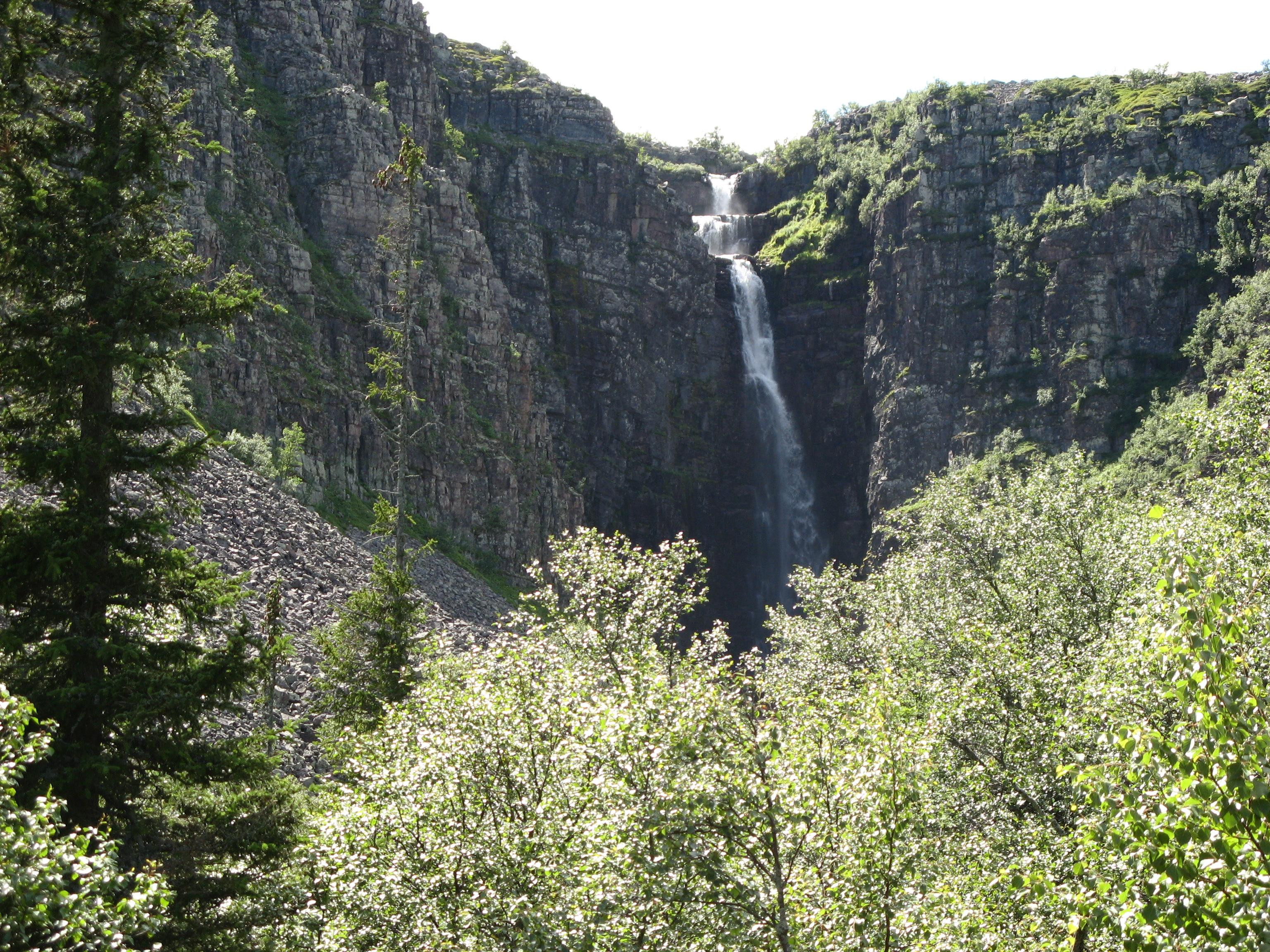
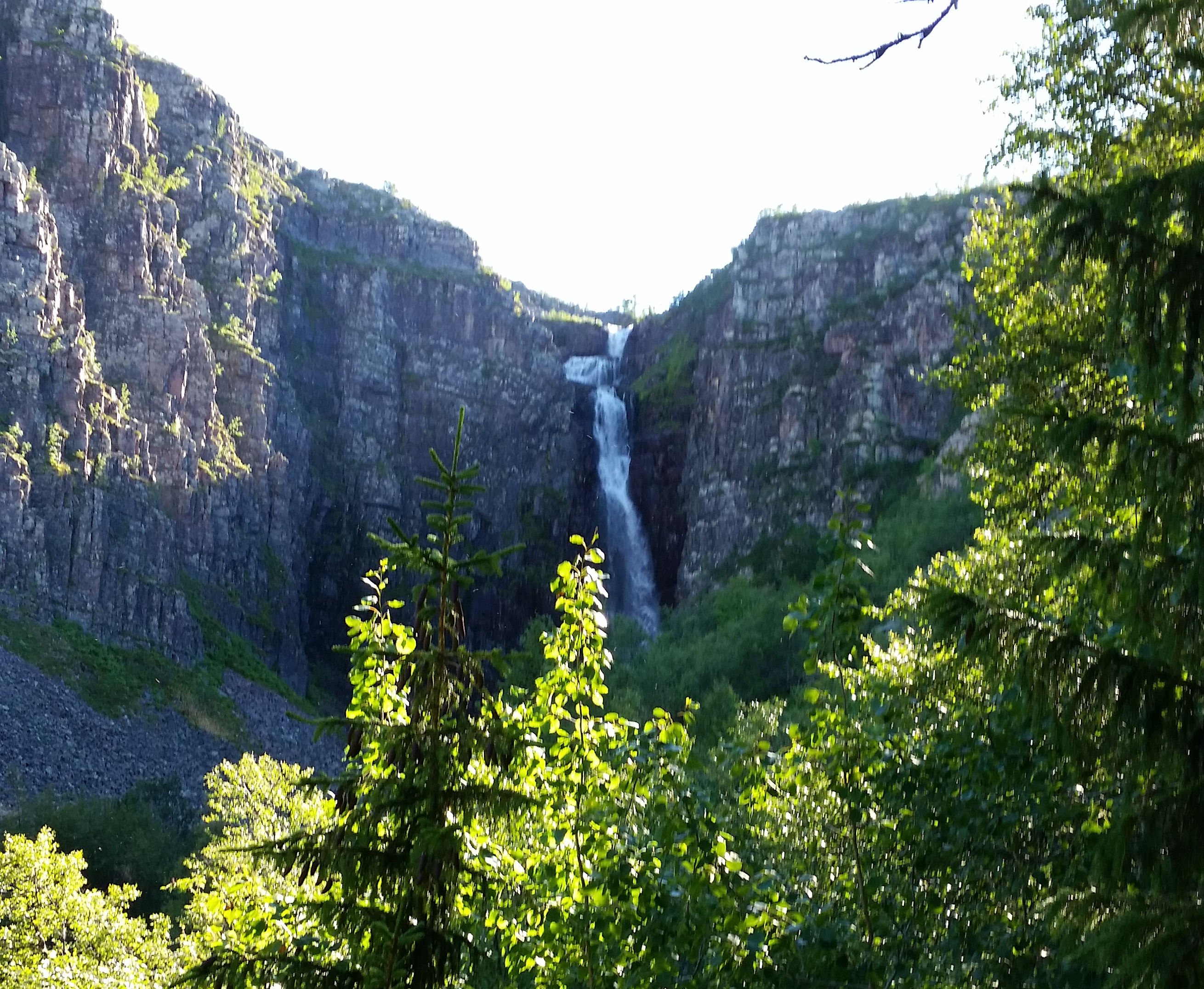
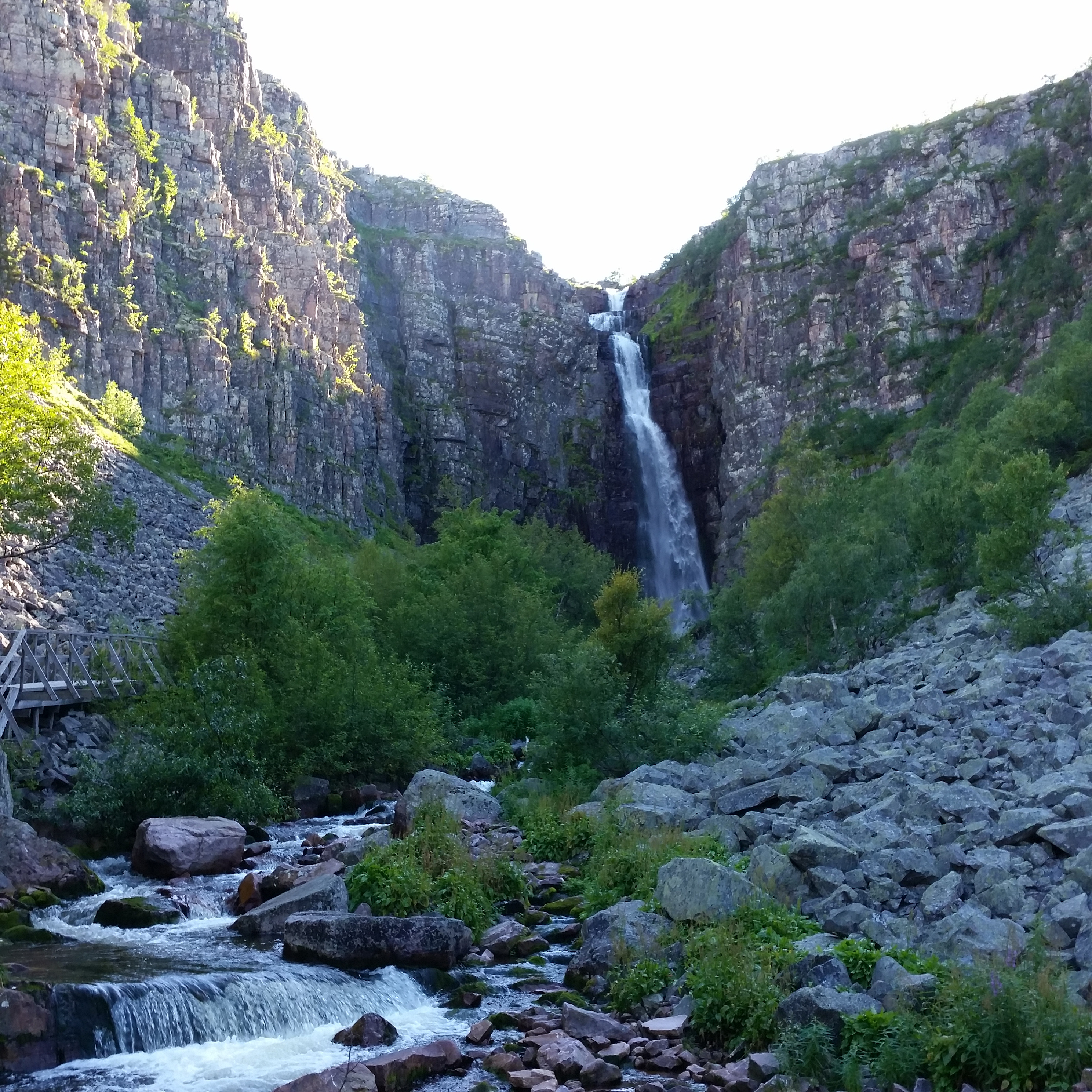
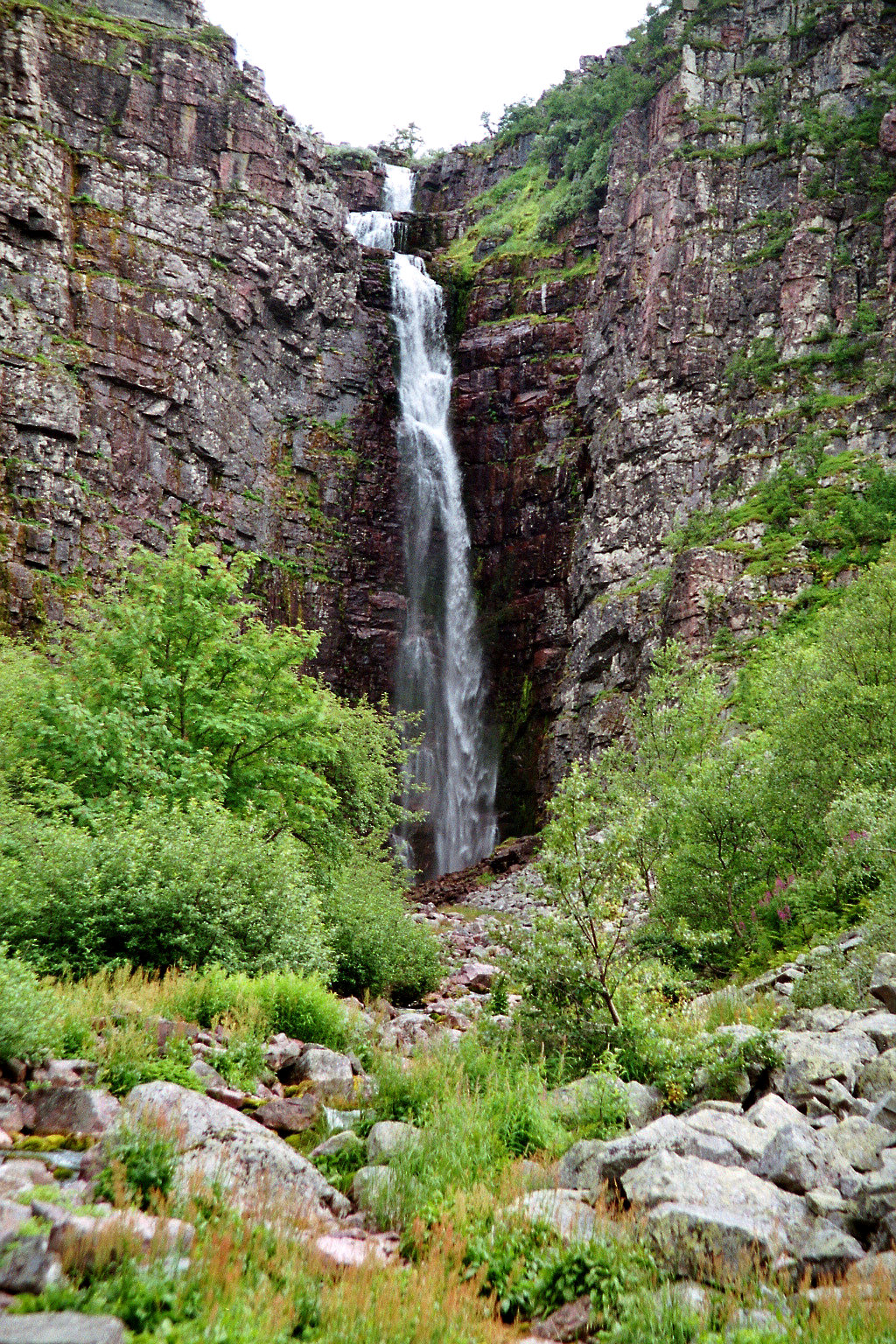